# Metro TV
Metro TV – indonezyjska stacja telewizyjna o charakterze informacyjnym. Należy do przedsiębiorstwa mediowego Media Group.
Została uruchomiona w 1999 roku.
Emituje również treści w języku mandaryńskim.